# ASG-EUPOS
ASG-EUPOS (Aktywna Sieć Geodezyjna EUPOS) – ogólnopolska sieć stacji referencyjnych, uruchomiona w 2008 roku i zarządzana przez Główny Urząd Geodezji i Kartografii, na których wykonywane są ciągłe obserwacje satelitów systemów GNSS, której punkty odniesienia stanowią podstawową poziomą osnowę geodezyjną i szczegółową wysokościową osnowę geodezyjną.
Integralną częścią systemu ASG-EUPOS jest sprzęt i oprogramowanie umożliwiające obliczanie i udostępnianie poprawek DGNSS i RTK (w tym poprawek sieciowych), zapis i udostępnianie obserwacji satelitarnych ze stacji referencyjnych oraz wykonywanie automatycznych obliczeń z pomiarów statycznych poprzez serwisy systemu.

## Założenia systemu
Sieć składa się z 102 stacji permanentnych, zlokalizowanych w instytucjach naukowych oraz w Ośrodkach Dokumentacji Geodezyjno-Kartograficznych na obszarze Polski, ze średnią wzajemną odległością 70 km oraz 24 stacji przygranicznych.
System oraz serwisy systemu ASG-EUPOS służą do generowania i wysyłania do odbiorców poprawek do sygnału GNSS (czyli GPS i GLONASS), dzięki czemu można znacznie zwiększyć dokładność lokalizacji (w postaci przyjętego układu współrzędnych X, Y, H) mierzonego punktu na powierzchni Ziemi za pomocą urządzeń GPS.
System ASG-EUPOS jest w pełni funkcjonalny od czerwca 2008. Wcześniej podobny system, ASG-PL, istniał jedynie dla województwa śląskiego (od 2004) i umożliwiał porównywalne dokładności dla całego obszaru województwa. ASG-EUPOS był wzorowany na śląskich rozwiązaniach w zakresie poprawy jakości pozycjonowania w systemie GPS.

## Wykorzystanie w geodezji
W geodezji, system ASG-EUPOS (przy wykonywaniu pomiarów geodezyjnych) jest wykorzystywany:
1. do zakładania szczegółowych poziomych osnów geodezyjnych II i III klasy,
2. do zakładania osnów pomiarowych: poziomych i wysokościowych,
3. w pomiarach sytuacyjno-wysokościowych,
4. w pomiarach realizacyjnych,
5. w pomiarach związanych z katastrem nieruchomości,
6. w pomiarach związanych z pozyskiwaniem danych do krajowego systemu informacji o terenie,
7. do innych prac geodezyjnych, jeżeli dokładności gwarantowane w wykorzystywanych serwisach systemu są wystarczające dla konkretnych asortymentów robót[3].

## Wykorzystanie globalne
Dzięki zastosowaniu nowoczesnych technologii oraz doświadczeń pozycjonowania system ASG-EUPOS daje możliwości wykorzystania swoich usług w wielu branżach, w których wysokiej jakości dane mają duże znaczenie. Przewiduje się, że zastosowanie systemu ASG-EUPOS przydatne będzie w następujących branżach:
- Bezpieczeństwo
- Budownictwo przemysłowe
- Geodezja
- Geodynamika
- Komunikacja drogowa
- Nawigacja morska, śródlądowa i powietrzna
- Hydrografia i hydrologia
- Energetyka
- Obronność
- Ochrona środowiska
- Zarządzanie kryzysowe
- Ochrona zdrowia
- Rolnictwo i leśnictwo
- Sport i turystyka
- Systemy Informacji Przestrzennej
- Telekomunikacja